# Aserbaidschanischer Fußballpokal 2007/08
Der Aserbaidschanischer Fußballpokal 2007/08 war die 16. Austragung des Pokalwettbewerbs im Fußball in Aserbaidschan. Pokalsieger wurde Titelverteidiger FK Xəzər Lənkəran, der sich im Finale gegen İnter Baku mit 2:0 nach Verlängerung durchsetzte. Durch den Sieg qualifizierte sich Xəzər für die 1. Qualifikationsrunde im UEFA-Pokal 2008/09.

## Modus
Bis zum Halbfinale wurden die Sieger in Hin- und Rückspiel ermittelt. Bei Torgleichstand in beiden Spielen zählte zunächst die größere Zahl der auswärts erzielten Tore; gab es auch hierbei einen Gleichstand, wurde das Rückspiel verlängert und ggf. ein Elfmeterschießen zur Entscheidung ausgetragen.

## Teilnehmer
| Premyer Liqası (14)                                                                                         | Premyer Liqası (14) | Birinci Divizionu (18) Gruppe A000000000000000Gruppe B                                                                                                 | Birinci Divizionu (18) Gruppe A000000000000000Gruppe B |
| --- | --- | --- | --- |
| - ABN Bərdə - FK Baku - FK Gənclərbirliyi Sumqayıt - FK Qəbələ - İnter Baku - FK Karvan Yevlax - FK Masallı | - Neftçi Baku PFK - FK Olimpik Baku - FK Qarabağ Ağdam - PFK Simurq Zaqatala - Standard Baku - PFK Turan Tovuz - FK Xəzər Lənkəran | - FK Adliyya Baku - Abşeron FK - Bakılı Baku PFK - FK Baku II - İnter Baku II - ANŞAD-Petrol Neftçala - FK Qarabağ Ağdam II - FK Samux - FK NBC Salyan | - MKT Araz İmişli - FK Energetik Mingəçevir - FK GEN Baku - FK Göyəzən Qazax - MOİK Baku PFK - Neftçi Baku PFK II - FK Şahdağ-Samur - Standard Baku II - FK Xəzər Lənkəran II |

## 1. Runde
Teilnehmer: Alle Erst- und Zweitligisten.
| Datum             |                           | Gesamt |                                | Hinspiel | Rückspiel |
| ----------------- | ------------------------- | ------ | ------------------------------ | -------- | --------- |
|                   | İnter Baku II (II)        | 6:0    | FK Göyəzən Qazax (II)          | 03:0 1   | 03:0 1    |
| 26.09./03.10.2007 | FK NBC Salyan (II)        | 03:10  | FK Xəzər Lənkəran (I)          | 1:3      | 2:7       |
| 26.09./03.10.2007 | FK Adliyya Baku (II)      | 01:12  | FK Gənclərbirliyi Sumqayıt (I) | 1:6      | 0:6       |
| 26.09./03.10.2007 | Bakılı Baku PFK (II)      | 1:4    | FK Olimpik Baku (I)            | 0:3      | 1:1       |
| 26.09./03.10.2007 | FK Samux (II)             | 3:6    | ABN Bərdə (I)                  | 2:3      | 1:3       |
| 26.09./03.10.2007 | MOİK Baku PFK (II)        | 0:4    | FK Qəbələ (II)                 | 0:2      | 0:2       |
| 26.09./03.10.2007 | Standard Baku (II)        | 1:7    | FK Baku (I)                    | 1:5      | 0:2       |
| 26.09./03.10.2007 | FK Şahdağ-Samur (II)      | 0:8    | Neftçi Baku PFK (I)            | 0:7      | 0:1       |
| 26.09./03.10.2007 | FK Qarabağ Ağdam II (II)  | 0:5    | Standard Baku (I)              | 0:1      | 0:4       |
| 26.09./03.10.2007 | Neftçi Baku PFK II (II)   | 0:5    | FK Karvan Yevlax (I)           | 0:3      | 0:2       |
| 26.09./03.10.2007 | FK Baku II (II)           | 0:5    | PFK Turan Tovuz (I)            | 0:2      | 0:3       |
| 26.09./03.10.2007 | MKT Araz İmişli (II)      | 0:5    | FK Qarabağ Ağdam (I)           | 0:1      | 0:4       |
| 26.09./03.10.2007 | FK Xəzər Lənkəran II (II) | 1:4    | FK Masallı (I)                 | 0:2      | 1:2       |
| 26.09./03.10.2007 | FK GEN Baku (II)          | 1:8    | İnter Baku (I)                 | 1:3      | 0:5       |
| 26.09./04.10.2007 | Abşeron FK (II)           | 4:3    | FK Energetik Mingəçevir (II)   | 3:1      | 1:2       |
| 26.09./04.10.2007 | PFK Simurq Zaqatala (II)  | 3:0    | ANŞAD-Petrol Neftçala (II)     | 1:0      | 2:0       |

## Achtelfinale
| Datum             |                                | Gesamt    |                          | Hinspiel | Rückspiel |
| ----------------- | ------------------------------ | --------- | ------------------------ | -------- | --------- |
| 24.10./31.10.2007 | FK Gənclərbirliyi Sumqayıt (I) | 1:9       | FK Xəzər Lənkəran (I)    | 1:4      | 0:5       |
| 24.10./31.10.2007 | ABN Bərdə (I)                  | 2:4       | FK Olimpik Baku (I)      | 1:1      | 1:3       |
| 24.10./31.10.2007 | FK Qəbələ (II)                 | (a)2:2(a) | PFK Simurq Zaqatala (II) | 1:0      | 1:2       |
| 24.10./31.10.2007 | Neftçi Baku PFK (I)            | 4:0       | Abşeron FK (II)          | 3:0      | 1:0       |
| 24.10./31.10.2007 | PFK Turan Tovuz (I)            | 1:4       | FK Qarabağ Ağdam (I)     | 0:2      | 1:2       |
| 24.10./31.10.2007 | FK Masallı (I)                 | 2:5       | İnter Baku (I)           | 0:2      | 2:3       |
| 25.10./01.11.2007 | FK Baku (I)                    | 5:0       | İnter Baku II (II)       | 3:0      | 2:0       |
| 31.10./07.11.2007 | Standard Baku (II)             | 4:0       | FK Karvan Yevlax (I)     | 2:0      | 2:0       |

## Viertelfinale
| Datum             |                      | Gesamt          |                       | Hinspiel | Rückspiel |
| ----------------- | -------------------- | --------------- | --------------------- | -------- | --------- |
| 06.03./19.03.2008 | FK Qarabağ Ağdam (I) | 2:3             | İnter Baku (I)        | 2:2      | 0:1       |
| 06.03./20.03.2008 | FK Olimpik Baku (I)  | 1:2             | FK Xəzər Lənkəran (I) | 1:0      | 0:2       |
| 06.03./20.03.2008 | FK Baku (I)          | 2:2 (3:4 i. E.) | FK Qəbələ (I)         | 1:1      | 1:1 n. V. |
| 07.03./20.03.2008 | Neftçi Baku PFK (I)  | 5:1             | Standard Baku (II)    | 4:1      | 1:0       |

## Halbfinale
| Datum             |                     | Gesamt |                       | Hinspiel | Rückspiel |
| ----------------- | ------------------- | ------ | --------------------- | -------- | --------- |
| 09.04./23.04.2008 | FK Qəbələ (I)       | 2:4    | FK Xəzər Lənkəran (I) | 1:3      | 1:1       |
| 09.04./23.04.2008 | Neftçi Baku PFK (I) | 2:3    | İnter Baku (I)        | 2:2      | 0:1       |

## Finale
| Paarung   | FK Xəzər Lənkəran – İnter Baku        |
| Ergebnis  | 2:0 n. V.                             |
| Datum     | 24. Mai 2008                          |
| Stadion   | Tofiq-Bəhramov-Stadion, Baku          |
| Zuschauer | 18.000                                |
| Tore      | 1:0 Juninho (115.) 1:0 Juninho (118.) |